# Gentiana caryophyllea
Gentiana caryophyllea là một loài thực vật có hoa trong họ Long đởm. Loài này được Harry Sm. mô tả khoa học đầu tiên năm 1926.